# Jewels of Sacrifice
Jewels of Sacrifice est un film muet américain réalisé par Allan Dwan et sorti en 1913.

## Fiche technique
- Titre : Jewels of Sacrifice
- Réalisation : Allan Dwan
- Scénario : M. de la Parelle
- Genre : Film dramatique
- Production : Rex Motion Picture Company
- Distribution : Universal Film Manufacturing Company
- Durée : 10 minutes
- Date de sortie :
  - États-Unis : 2 novembre 1913

## Distribution
- Pauline Bush : la mère